# Gerhard Wagner (Priester)
Gerhard Maria Wagner (* 17. Juli 1954 in Linz) ist römisch-katholischer Priester und seit 1988 Pfarrer in Windischgarsten. Wagner war 2009 für kurze Zeit als Weihbischof in Linz nominiert, verzichtete aber aufgrund massiver Proteste auf die Übernahme des Amtes.

## Leben
Wagner wuchs in der Marktgemeinde Wartberg ob der Aist im Bezirk Freistadt auf. Nach der Matura im Jahre 1972 am Kollegium Petrinum studierte Gerhard Wagner in Linz und Rom Katholische Theologie und Philosophie. Am 10. Oktober 1978 empfing er in Rom durch den Erzbischof von Esztergom und Primas von Ungarn, László Kardinal Lékai, die Priesterweihe. Bis 1979 war Wagner Kaplan in Bad Zell und von 1979 bis 1984 Kaplan in Bad Ischl. Anschließend wurde er zum Kooperator in Marchtrenk ernannt und für ein Doktoratsstudium im Fach Dogmatik an der Päpstlichen Universität Gregoriana freigestellt, welches er 1988 summa cum laude abschloss. Am 11. September 1988 wurde er Pfarrer in Windischgarsten.
Papst Benedikt XVI. ernannte ihn am 31. Jänner 2009 zum Titularbischof von Zuri und zum Weihbischof in Linz. Angesichts der Kontroversen um seine Person im Zuge der Ernennung, ersuchte er am 16. Februar 2009 den Papst um Rücknahme seiner Nominierung. Der Vatikan willigte nach Angaben der Diözese Linz noch am selben Abend ein. Am 2. März 2009 teilte das vatikanische Presseamt mit, dass Papst Benedikt XVI. Wagner eine Dispens von der Annahme des Amtes des Weihbischofs von Linz erteilt habe. Wagner unterstützte das Engelwerk sowie dessen Orden Regularkanoniker vom Heiligen Kreuz und gehörte dem konservativen Linzer Priesterkreis an.

## Kontroversen
Wagners geplante Ernennung zum Weihbischof durch den Papst stieß auf scharfe Kritik und Unverständnis. Die Nominierung erfolgte entgegen den Erwartungen des Linzer Domkapitels und nach Medienberichten auch ohne Absprache mit dem Linzer Diözesanbischof Ludwig Schwarz und dem Vorsitzenden der Österreichischen Bischofskonferenz, dem Wiener Erzbischof Christoph Kardinal Schönborn. Der Landeshauptmann Oberösterreichs Josef Pühringer sagte in einem Radiointerview, dass offensichtlich eine Entscheidung getroffen worden sei, die nicht dem Dreiervorschlag der Diözese entspreche. „Das deutet darauf hin, dass in Rom von der Diözese ein Bild herrscht, das meines Erachtens nicht der Realität entspricht. Mit dem Windischgarstner Pfarrer wurde ein sehr konservativer Geistlicher berufen.“ Gerade auch unter den betroffenen Katholiken der Diözese Linz führte Wagners Berufung zu heftigen Diskussionen sowie einer Welle von Kirchenaustritten. Bei einer Versammlung der Dechantenkonferenz der Diözese Linz am 10. Februar 2009 lehnten 31 der 35 anwesenden (von insgesamt 39) Dechanten die Ernennung von Gerhard Wagner zum Weihbischof ab. Dieses Votum hatte kirchenrechtlich zwar keinen bindenden Charakter, sollte aber laut Dechant Arno Jungreithmayr ein deutliches Signal sein. Auch der Bischof von Innsbruck Manfred Scheuer distanzierte sich von seinem Studienkollegen Wagner mit den Worten, sie seien sich „in den vergangenen Jahren fremd geworden“, und der Bischof von Eisenstadt Paul Iby nannte Wagners vorgesehene Ernennung „unerklärlich“.
Es gab allerdings auch Befürworter von Wagners geplanter Ernennung wie beispielsweise Friedrich Engelmann, den langjährigen Herausgeber der Monatszeitschrift Der 13., der erklärte: „Deshalb werde ich meinen jahrelangen Kirchensteuerboykott aus Dankbarkeit gegenüber Bischof Schwarz aufgeben und wieder meinen Kirchenbeitrag zahlen.“
Der als konservativ geltende Wagner ist Mitglied des Linzer Priesterkreises. Die Harry-Potter-Romane sieht er als mögliches Einfallstor für Okkultismus und Satanismus. Er hat in seiner Pfarre in Windischgarsten nur männliche Ministranten. In einem ZIB2-Interview stellte Wagner klar, dass für ihn die bestehende kirchliche Hierarchie eine „heilige Ordnung“ sei, weshalb Laien in der Diskussion um Glaubensfragen keine Mitsprache hätten: „Die Wahrheitsfindung des Glaubens wird nicht von unten gefunden.“ Reformen seien ausschließlich von oben durch den Papst und die Bischöfe durchzuführen.
In derselben ZIB2-Sendung bezeichnete der Pastoraltheologe Paul Zulehner von der Universität Wien Wagner als Ultrakonservativen, der die katholische Kirche in eine problematische Situation bringe. Er halte die Bestellung Wagners für eine „kirchenpolitisch schädliche und falsche Entscheidung“. Zulehner vermutet, dass Wagner zum Bischof von Linz aufgebaut werden soll, was er als Irrtum des Papstes darstellt, dem er auch die volle Verantwortung dafür anlastet. So stellte Zulehner die Bestellung Wagners in eine Reihe von seiner Meinung nach falschen Personalentscheidungen in der österreichischen Kirche wie etwa der Bestellung Hans Hermann Groërs. Der Professor für Theologische Ethik an der Theologischen Hochschule Chur Hanspeter Schmitt bezweifelte in der Schweizerischen Kirchenzeitung grundsätzlich Wagners Qualifikation: „Darf es inzwischen sein, dass ein solcher Abgrund an menschlicher Ignoranz und theologischer Inkompetenz ins bischöfliche Amt gehoben wird?“

Wagner nannte in seinem Pfarrbrief als möglichen Grund für den Hurrikan Katrina 2005 in New Orleans „geistige Umweltverschmutzung“ und stellte Überlegungen über eine mögliche Deutung als göttliche Strafe an, u. a. mit Hinweis darauf, dass zwei Tage später im French Quarter ein Gay Pride hätte stattfinden sollen. Die umstrittene Passage lautet:

„Der Hurrikan ‚Katrina‘ hat [...] nicht nur alle Nachtclubs und Bordelle vernichtet, sondern auch alle fünf (!) Abtreibungskliniken. [...] Wussten Sie, dass 2 Tage danach die Homo-Verbände im französischen Viertel eine Parade von 125.000 Homosexuellen geplant hatten? Wie erst so langsam bekannt wird, sind die amoralischen Zustände in dieser Stadt unbeschreiblich. [...] Ist die auffallende Häufung von Naturkatastrophen nur eine Folge der Umweltverschmutzung durch den Menschen, oder mehr noch die Folge einer ‚geistigen Umweltverschmutzung‘? Darüber werden wir in Zukunft verstärkt nachdenken müssen.“

 Diese Deutung Wagners wurde von der Katholisch-Theologischen Fakultät der Universität Wien in einer offiziellen Stellungnahme als „theologisch unhaltbare Kommentierung von Naturereignissen“ verurteilt.
Gerhard Maria Wagner hält entgegen der allgemeinen Haltung psychologischer Fachverbände und der heutigen Erkenntnisse in Psychologie und Psychotherapie Homosexualität für eine Krankheit und tritt für eine „Behandlung“ Homosexueller ein. Auf die Frage, ob Homosexualität heilbar sei und Homosexuelle behandelt werden sollten: „Dafür gibt es genügend Beispiele, nur davon spricht man nicht.“ Der Bischof von Feldkirch Elmar Fischer, der sich diesbezüglich zunächst hinter Wagner gestellt hatte, entschuldigte sich kurz darauf öffentlich für seine Aussagen und zog sie zurück: „Ich ging von einem offenkundig nicht mehr letztaktuellen wissenschaftlichen Stand der Literatur aus.“
Über die Zukunft der Kirche angesichts steigender Kirchenaustritte sagte Wagner in einem Interview: „Vielleicht müssen wir erst wieder eine kleine Gruppe werden, um dann stärker hinaus zu wirken. Und dann werden die Wenigen mehr bewegen als die Vielen, die sich nicht bewegen.“ Dieser Vorstellung widersprach deutlich der Salzburger Erzbischof Alois Kothgasser: „Das ist eine Grundfrage: Soll die Katholische Kirche ‚gesundgeschrumpft‘ werden gleichsam auf eine ‚Sekte‘, wo nur wenige, aber dafür linientreue Mitglieder dabei sind, oder soll die Katholische Kirche Kirche Jesu Christi bleiben, die Raum für Vielfalt bietet, offen ist und Gesellschaft von innen her prägt.“ Auch der Bischof von Graz-Seckau Egon Kapellari lehnte Wagners ekklesiologischen Entwurf als unrealistisch ab: „Auch wenn Blödheiten passieren, wir werden sicher keine Sekte. Jeder, der die Kirche verlässt, ist einer zu viel, aber 70 Prozent der Österreicher sind immer noch Katholiken.“
Um zu verhindern, dass der designierte Weihbischof sich in weitere Debatten verstricke und zu neuerlicher Kritik Anlass gebe, wurde ihm im Februar 2009 von der Kirchenleitung untersagt, weitere Interviews zu geben. Außerdem wurde Wagner aufgefordert, sich zu mäßigen und nicht für weitere Konfrontationen zu sorgen, um sich so als seines neuen Amtes würdig zu erweisen. Ungeachtet aller in erster Linie theologisch begründeten Kritik an ihm beharrte Wagner auch im Rückblick auf seinen umstrittenen, aber seiner Meinung nach „katholischen“ Positionen und machte in einem Interview im April 2009 nicht diese, sondern ein „Komplott“ gegen ihn sowie die mangelnde Standfestigkeit des österreichischen Episkopats für das Scheitern seiner Weihbischofsernennung verantwortlich.
Im Jänner 2010 hat Wagner in einem „Kurier“-Interview auf die Frage, ob beim Erdbeben in Haiti ein strafender Gott am Werk war, geantwortet: „Das weiß ich nicht. Gott lässt sich nicht in seine Karten schauen. Aber es ist schon interessant, dass in Haiti 90 Prozent Anhänger von Voodoo-Kulten sind.“ Das Ausländer-Thema werde man sich genauer betrachten müssen, denn dabei gehe es um die Ausbreitung des Islam. Außerdem plädierte Wagner für eine Volksbefragung zu einem Minarettverbot nach Vorbild der Schweiz. Im vielbeachteten Fall Arigona Zogaj konstatierte Wagner, man müsse „gegebenenfalls auch den Mut haben, jemanden zurückzuschicken“. Und er habe nichts gegen Homosexuelle, er liebe sie wie jemanden, der lügt. Er habe etwas dagegen, „dass man eine Lebensform praktiziert, die nicht dem Plan Gottes entspricht.“ Zu Wagners Haiti-Kommentar ließ die Diözese Linz verlauten, Naturkatastrophen heute „mit einem Strafhandeln des Schöpfergottes“ in Verbindung zu bringen, wäre „Ausdruck einer geradezu zynischen, fundamentalistischen Bibelinterpretation“.
Am 12. Dezember 2014 bezeichnete Wagner den Zustand der katholischen Kirche in Österreich als „Saustall“ und die Diözese Linz als „Saustall, in dem es stinkt“, obwohl er sich als Teil der Kirche, die er sehr liebe, ansehe. Der Linzer Bischofsvikar Wilhelm Vieböck erklärte, er finde es erschreckend, dass Wagner das drastische Wort Saustall für die ganze Kirche in Österreich verwende.
2017 war in einem zwar nicht namentlich gezeichneten Beitrag im Pfarrblatt Lebendige Pfarre – als Herausgeber ist Wagner jedoch für den Inhalt verantwortlich – von einer „zerstörerische[n] Kraft“ von Yoga die Rede, das „im Grunde satanisch“ sei. Praktizierende würden „sich selbst für das Wirken von Dämonen“ öffnen und oft zu „Individualisten und Egoisten“ werden. Ebenfalls 2017 schrieb Wagner in „Überlegungen zum Islam“, dass es blauäugig und dumm sei, wenn man glaube, dass „die Taten des IS nichts mit dem wahren Islam zu tun hätten“.

## Publikationen
- Berufung und Sendung des Laien im pastoralen Dienst der Kirche. Eine ekklesiologische Studie zu den Aussagen des Lehramts der Kirche, 1965–1987. Typis Pontificiae Universitatis Gregorianae, Rom 1988, OCLC 636088602 (zugleich Dissertation, Pontificia Università Gregoriana 1988).
- Berufen zum Dienst in Kirche und Welt. Briefe eines Pfarrers an seine Pfarrgemeinde. Stella Maris Verlag, Buttenwiesen 2003, ISBN 3-934225-33-0.